# Pancheraccia
Pancheraccia es una comuna y población de Francia, en la región de Córcega, departamento de Alta Córcega.
Su población en el censo de 1999 era de 184 habitantes, la mayor del cantón.

## Demografía
| 124 | 137 | 125 | 116 | 187 | 184 |
| Para los censos de 1962 a 1999 la población legal corresponde a la población sin duplicidades (Fuente: INSEE [Consultar]) |     |     |     |     |     |